# Bert Lahr
Bert Lahr, född 13 augusti 1895 i New York, död 4 december 1967 i New York, var en amerikansk skådespelare. Bert Lahr är främst ihågkommen som det fega lejonet i filmmusikalen Trollkarlen från Oz från 1939. Han medverkade även i många teateruppsättningar på Broadway åren 1927–1964.

## Filmografi i urval
- 1938 – Friskt humör!
- 1938 – Zaza
- 1939 – Trollkarlen från Oz
- 1942 – Sing Your Worries Away
- 1942 – På väg till Porto Rico
- 1944 – Här kommer folket!
- 1949 – Always Leave Them Laughing
- 1951 – Bluff, brottare och gangsters
- 1954 – Rose-Marie
- 1955 – Kärleksstrejken
- 1967 – The Red Skelton Show (TV-serie)
- 1968 – Razzia på Minsky's